# Brandon Barklage
Brandon Barklage, né le 2 novembre 1986 à Saint-Louis dans le Missouri, est un américain de soccer jouant au poste de défenseur.

## Biographie
Barklage est repêché en 36e position par le DC United lors du troisième tour de la MLS SuperDraft 2009. 
Le 5 mars 2012, il signe avec les Red Bulls New York, où il évolue au poste d'arrière droit.
En fin de contrat avec les Red Bulls, Barklage est recruté via le système de repêchage de la MLS par les Earthquakes de San José le 18 décembre 2013.

## Palmarès
D.C. United
- Finaliste de la Coupe des États-Unis en 2009